# Peter-Michael Diestel
Peter-Michael Diestel, né le 14 février 1952 à Prora (île de Rügen) est un avocat et homme politique est-allemand. En 1990, il est brièvement ministre de l'Intérieur au sein du gouvernement de la RDA ; il est également vice-Ministre-président.
Il est également député à la Volkskammer.

## Publications
- Peter-Michael Diestel, Jürgen Helfricht et Dieter Mechtel : D wie Diestel, Bouvier-Verlag, Bonn 1990,  (ISBN 3-416-02275-0)
- Gregor Gysi, Peter-Michael Diestel, Guido Westerwelle et Gabriele Zimmer : Neue Gespräche über Gott und die Welt, Schwarzkopf & Schwarzkopf, Berlin 2000,  (ISBN 3-89602-351-9)